# Арка и гробница Галерия
Арка и гробница Галерия (греч. Aψίδα του Γαλερίου (Καμάρα), Τάφος του Γαλερίου; Ротонда святого Георгия) — сохранившиеся в городе Салоники части погребального (по другой версии дворцового) комплекса римского императора Галерия, построенного в конце III — начале IV веков. Гробница в начале V века стала христианской церковью, посвящённой Георгию Победоносцу, и получила своё второе название — Ротонда святого Георгия. С 1590 года гробница использовалась как мечеть, а после возвращения здания церкви в 1912 году в нём был открыт музей христианского искусства, и богослужения совершаются только по великим праздникам.
В 1988 году арка и ротонда в составе раннехристианских и византийских памятников Салоник были включены в перечень объектов Всемирного наследия.

## Арка Галерия

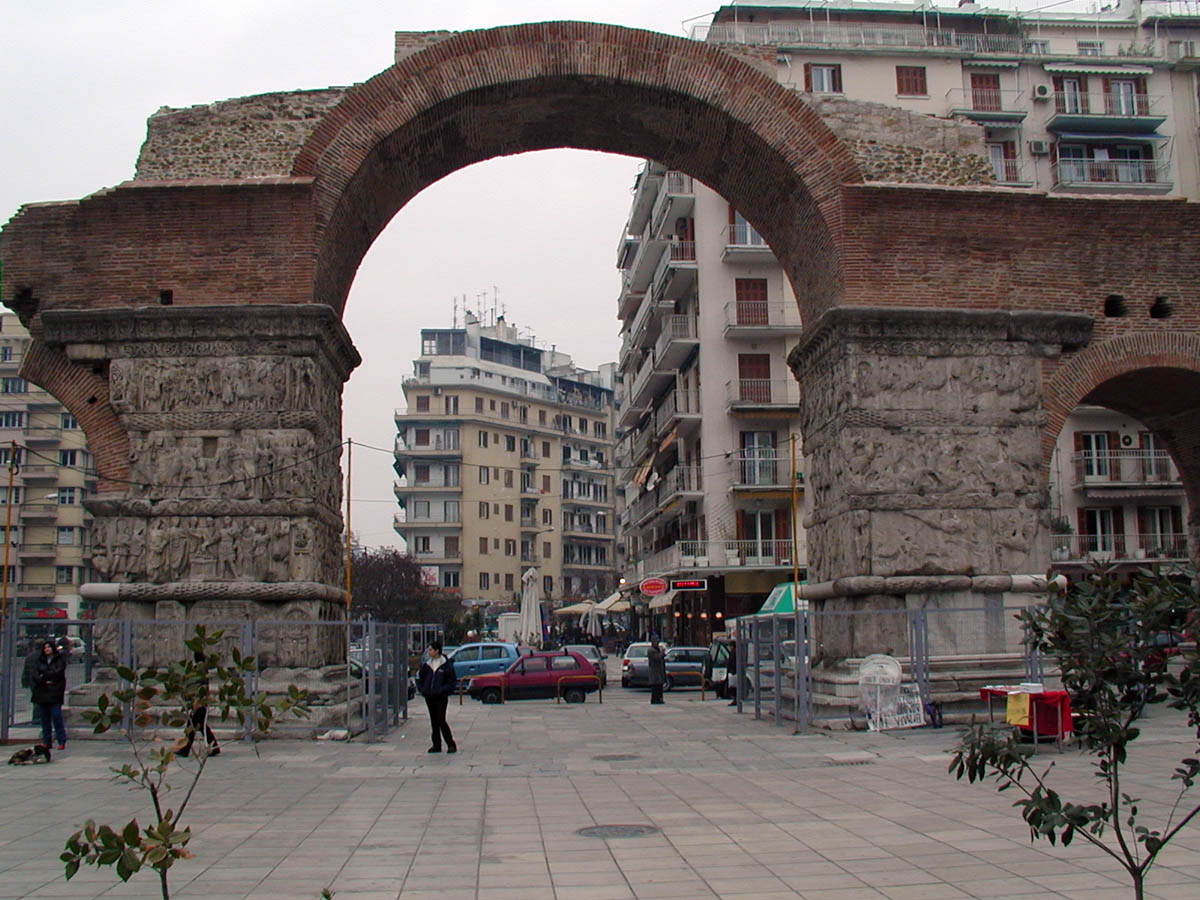
Арка Галерия (левая колонна — южная, правая — северная)

Триумфальная арка была построена в 298—299 годах в честь победы в 298 году Галерия (бывшего тогда тетрархом) над Сасанидским царством и захватом его столицы Ктесифона. Арка не являлась самостоятельным сооружением, а соединялась с галереями, ведущими к мавзолею и дворцу.
Для постройки арки, как и для мавзолея использовался кирпич. В основе арки чёткий четырёхфасадный план, близкий плану арки Януса в Риме. Изначально она состояла из двух частей (отдельных стен), соединённых кровлей, увенчанной продолговатым куполом на четырёх колоннах. Длина каждой стены составляла около 37 метров, толщина 3,7 метра. Стены находились на расстоянии в 9 метров друг от друга и имели три отверстия, украшенные арками: центральная 9,7 метров шириной, боковые по 4,85 метра. Высота центральной арки составляла 12,5 метров, а боковых — 6,5 метров. Все сооружение поддерживали шесть колонн, четыре из которых располагались в центральной части, а две в боковых частях. От боковых арок расходились два ряда крытых галерей, обрамлявших дорогу, а также одна галерея, перпендикулярная им, по направлению к Ротонде.
До настоящего времени сохранилась только часть западной стены длиной около 29 метров. Ранее под центральной аркой проходила улица Эгнатия (Via Egnatia), по которой в начале XX века двигалась конка, а затем трамвай. Сохранившаяся боковая арка была застроена домами. В настоящее время арка полностью раскрыта от поздних пристроек, а часть улицы, на которой она расположена, сделана пешеходной. В качестве краткого обиходного названия арки современные греки используют слово Камара (греч. Καμάρα — арка).

### Скульптурные композиции

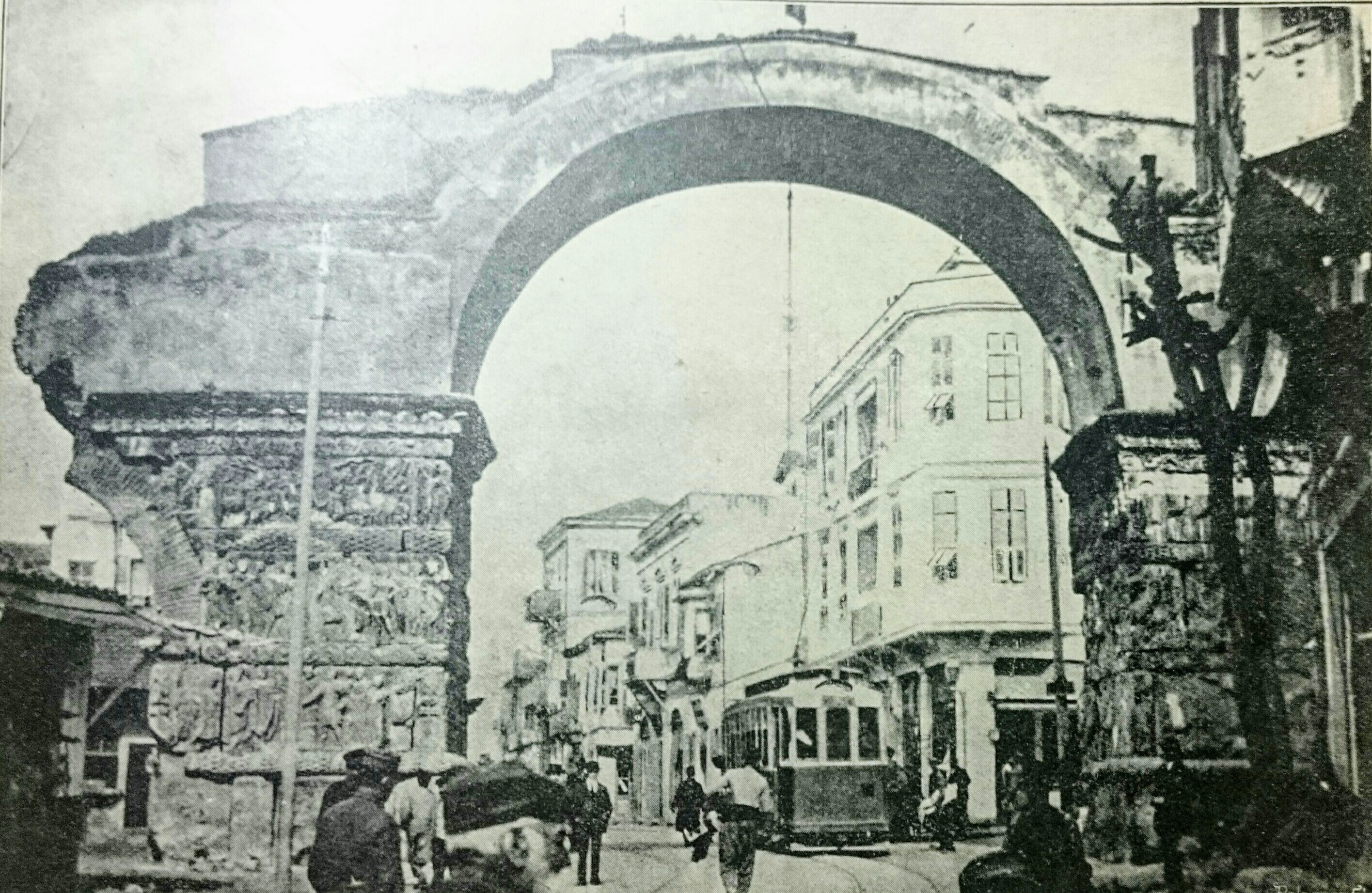
Арка Галерия в 1913 году

Колонны центральной арки облицованы каменными барельефами, расположенными в четыре пояса друг над другом. Пояса разделяются гирляндами из цветов и листьев. Над четвёртым (верхним) поясом имеется карниз, которым заканчивается скульптурное украшение арки. Под карнизом находится барельеф из ромашек.

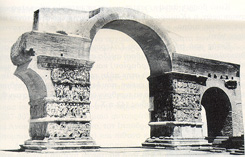

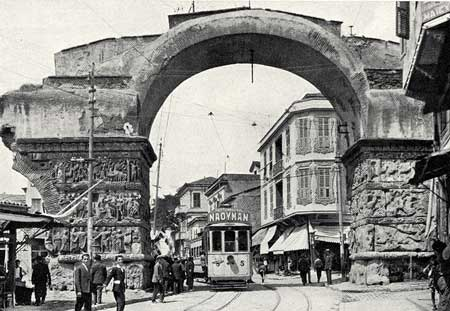
Трамвай под аркой Галерия (1920 год)

Барельефы, изображающие сцены из персидского похода Галерия, относятся к образцам позднеримского искусства. На них без каких-либо промежутков изображено множество фигур, порой с явными анатомическими неточностями и нарушением пропорций (например, лошади изображены заметно меньшего размера, чем люди). Сами фигуры лишены свободы движений, характерной для произведений греческого и эллинистического периодов, однако надписи на арке позволяют предположить, что она была создана греческими мастерами. Арка относится к распространённому в то время стилю повествовательных (исторических) композиций и представляет собой один из лучших его образцов.
Основной темой барельефов является военный поход Галерия. Сцены изображают битвы, помилование пленников и оставление ими захваченных римлянами городов, и т. п. То, что события происходят на Востоке, подчёркивается присутствием в композициях таких животных, как слоны и верблюды.
| Южная колонна IV Ю-З         | III С-З                                             | II С-В                                          | I Ю-В                                     | Северная колонна I Ю-В              | II Ю-З                     | III С-З                             | IV С-В                 |
| ---------------------------- | --------------------------------------------------- | ----------------------------------------------- | ----------------------------------------- | ----------------------------------- | -------------------------- | ----------------------------------- | ---------------------- |
| —                            | Повозка, запряжённая слонами, подвозит дары Галерию | Прибытие императора в один из восточных городов | Честь покорителю Востока                  | Вылазка римлян у осаждённого города | Битва на земле курдов      | Пленные склоняются перед правителем | —                      |
| —                            | Аллегорическое жертвоприношение                     | Триумфальное изображение победы                 | Галерий принимает персидское посольство   | Группа женщин                       | Встреча персидских пленных | Милосердие Галерия                  | —                      |
| Вотум, Марс, Виртус и трофеи | Вход персидских пленных в Антиохию                  | Триумфальное изображение тетрархов              | Жертвоприношение Диоклетиана и Галерия    | Преследование персов у Тигра        | Вступление правителя       | Персонификации городов              | Верблюды с погонщиками |
| Добыча                       | Рома и Виктория                                     | Виктория                                        | Персидское посольство с дарами к римлянам | Добыча                              | Добыча                     | Добыча                              | Добыча                 |

#### Южная колонна

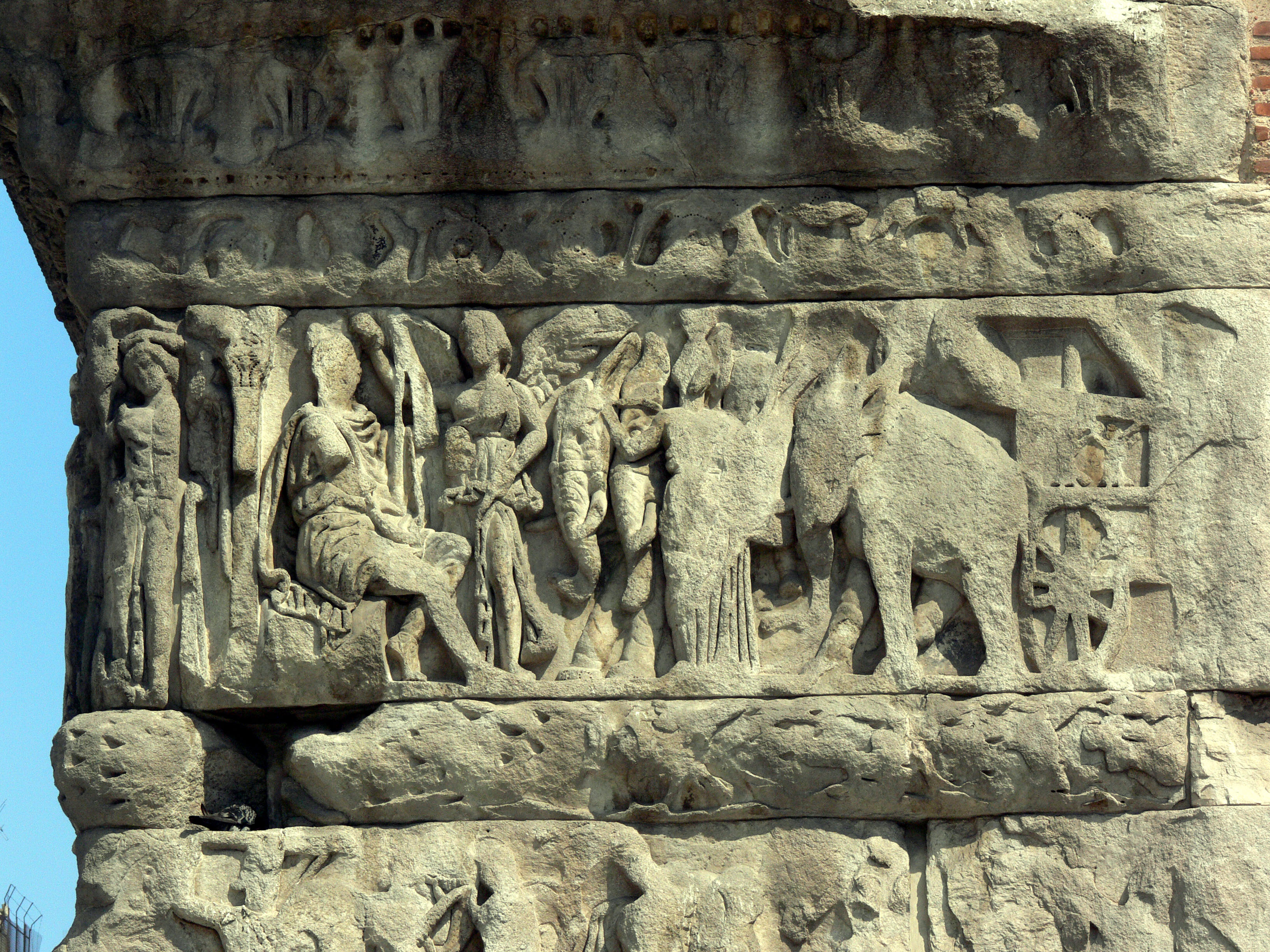
Повозка, запряжённая слонами, подвозит дары Галерию

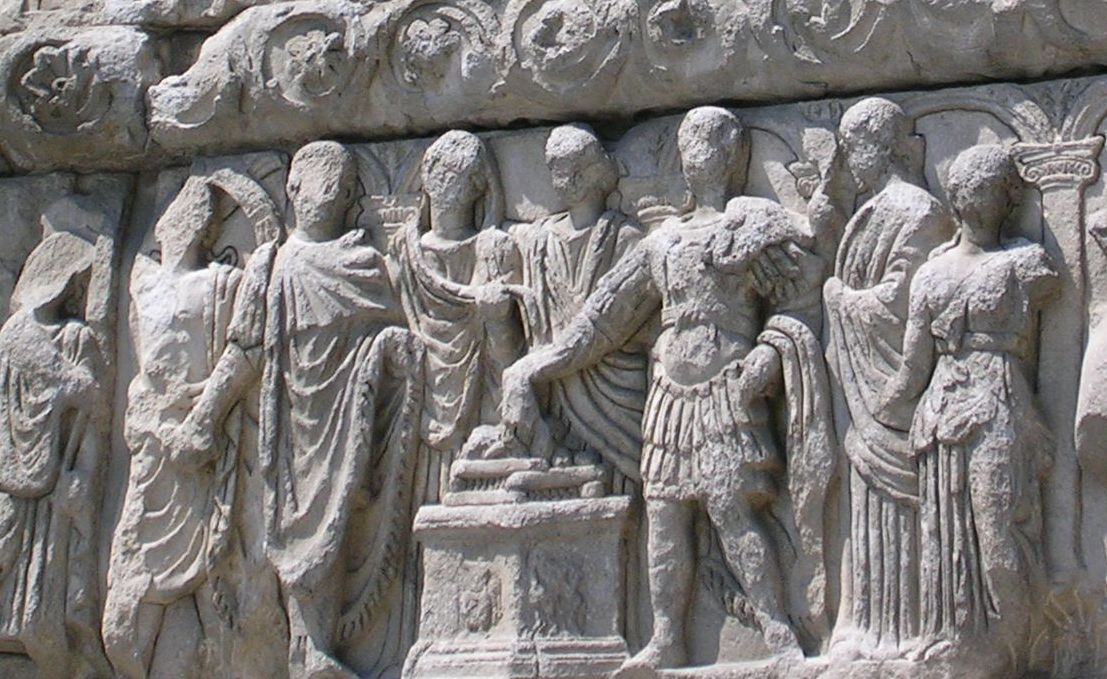
Барельеф «Жертвоприношение»

- Прибытие императора в один из восточных городов

Галерий посещает армянский город Ериза (современный Эрзинджан), где находился храм богини Анаит (богиня-мать в армянской мифологии). Слева изображены городские ворота, в которые въехал Галерий на двухколёсной повозке в сопровождении конных телохранителей, держащих копья и знамёна. Жители города со знамёнами и цветами приветствуют императора. В правой части рядом с кипарисом изображён храм богини Анаит, в котором видна её статуя.
- Честь покорителю Востока

Галерий изображён в правой части композиции, сидящим на камне цилиндрической формы. Он без доспехов, опирается на скипетр. Богиня Ника возлагает на него венок. К Галерию на повозке, запряжённой четырьмя слонами, подвозят дары. Повозкой управляет женщина с копьём и щитом, которая символизирует военную славу. Слоны являются символом того, что победа Галерия была одержана на Востоке.
- Галерий принимает персидское посольство

Персидский царь Нарсес I после своего поражения направил Галерию посольство, которое возглавляет его друг Афарван. В правой части композиции стоит Галерий в окружении воинов, среди которых выделяется гоплит, у которого на щите изображён Геракл. В центре изображены пять коленопреклонённых персов, протягивающих в мольбе руки к Галерию. На барельефе видны фигуры двух амазонок, а также члены семьи персидского царя (четыре женщины с накидками на головах и один ребёнок).
- Жертвоприношение

Является главной сценой всех барельефов арки. На ней изображены два тетрарха — Галерий и Диоклетиан, стоящие по бокам от алтаря и приносящие благодарственную жертву. На двух видимых сторонах алтаря помещены барельефы с изображением Зевса и Геракла. Рядом с ними в образах женщин аллегорически изображены Мир, Вселенная, Согласие и Процветание. Также примечательны сцены встречи Галерия жителями города и аллегорические образы Армении и Месопотамии в виде двух женщин, принимающих от Галерия извинения за их покорение.

#### Северная колонна
- Битва на земле курдов

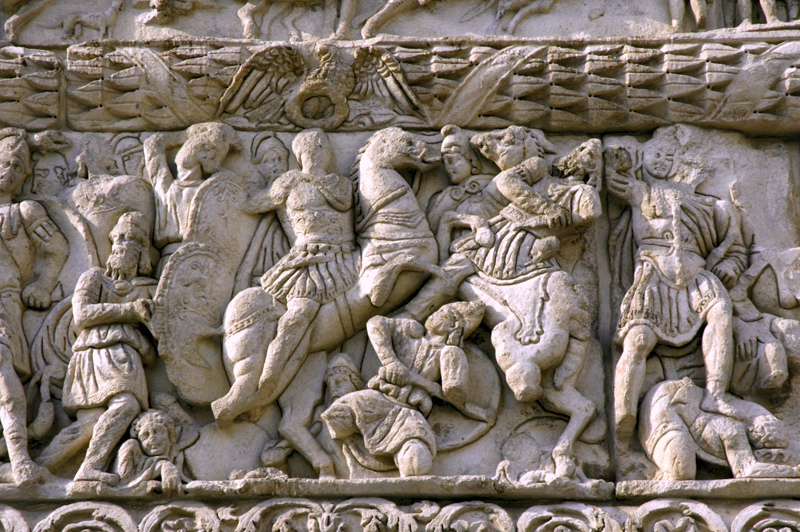
Барельеф «Битва» (фрагмент)

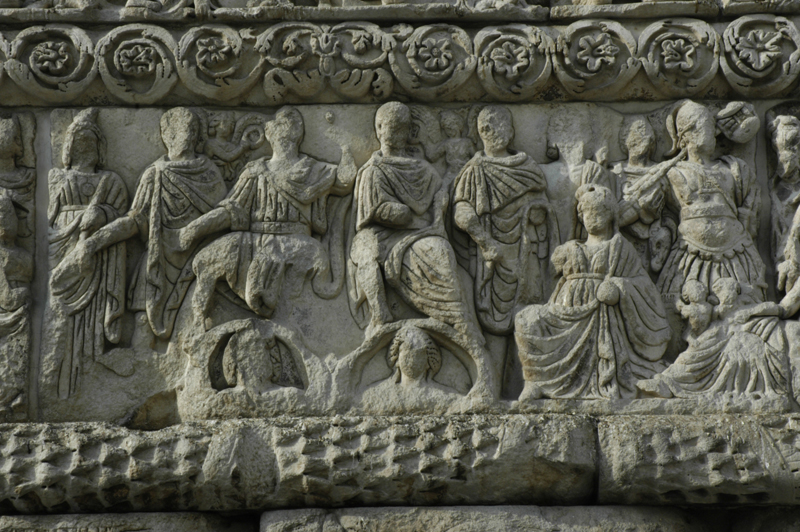
Барельеф «Милосердие Галерия»

Изображена битва армии Галерия на берегу реки, которая представлена обнажённой до пояса фигурой, отдыхающей на камне. Рядом с этой фигурой изображены дакские всадники во главе с императором. Галерий, сидя на коне, поражает врага копьём. В толпе римских воинов изображены будущие цезари Константин и Лициний. Низ композиции занимают тела мёртвых и раненых противников, по сторонам помещены изображения богинь Ники и Артемиды. В правой части композиции помещена колесница с четырьмя слонами.
- Выход заложников из ассирийского города

Город представлен в виде ворот с двумя башнями. В левой части композиции представлены три фигуры пожилых бородатых людей, которые склоняются в повиновении перед императором (от его фигуры сохранилась только часть левой ноги). Также присутствуют изображения пленных женщин с верблюдами (в центре на втором плане и в правой части перед воротами).
- Мирный приём императора в одной враждебной области

Император изображён в центре, в гражданской одежде, сидящий в путевой повозке, запряжённой четырьмя лошадьми. Его сопровождают всадники в колетах и шлемах. Перед этой процессией изображены двое детей-рабов. Императора приветствуют женщины.
- Милосердие Галерия

Галерий представлен сидящим в окружении спутников. Слева от него изображена группа пленников, двое из которых преклоняются в повиновении перед императором. Композиция делает упор на сострадание и снисходительность победителя к проигравшим.
- Группа женщин

Изображена группа пленных женщин в рубашках. Одна из них держит цветы, другая длинный скипетр. Большая левая часть композиции была утеряна и заменена мраморной плитой при реставрационных работах.

## Ротонда святого Георгия

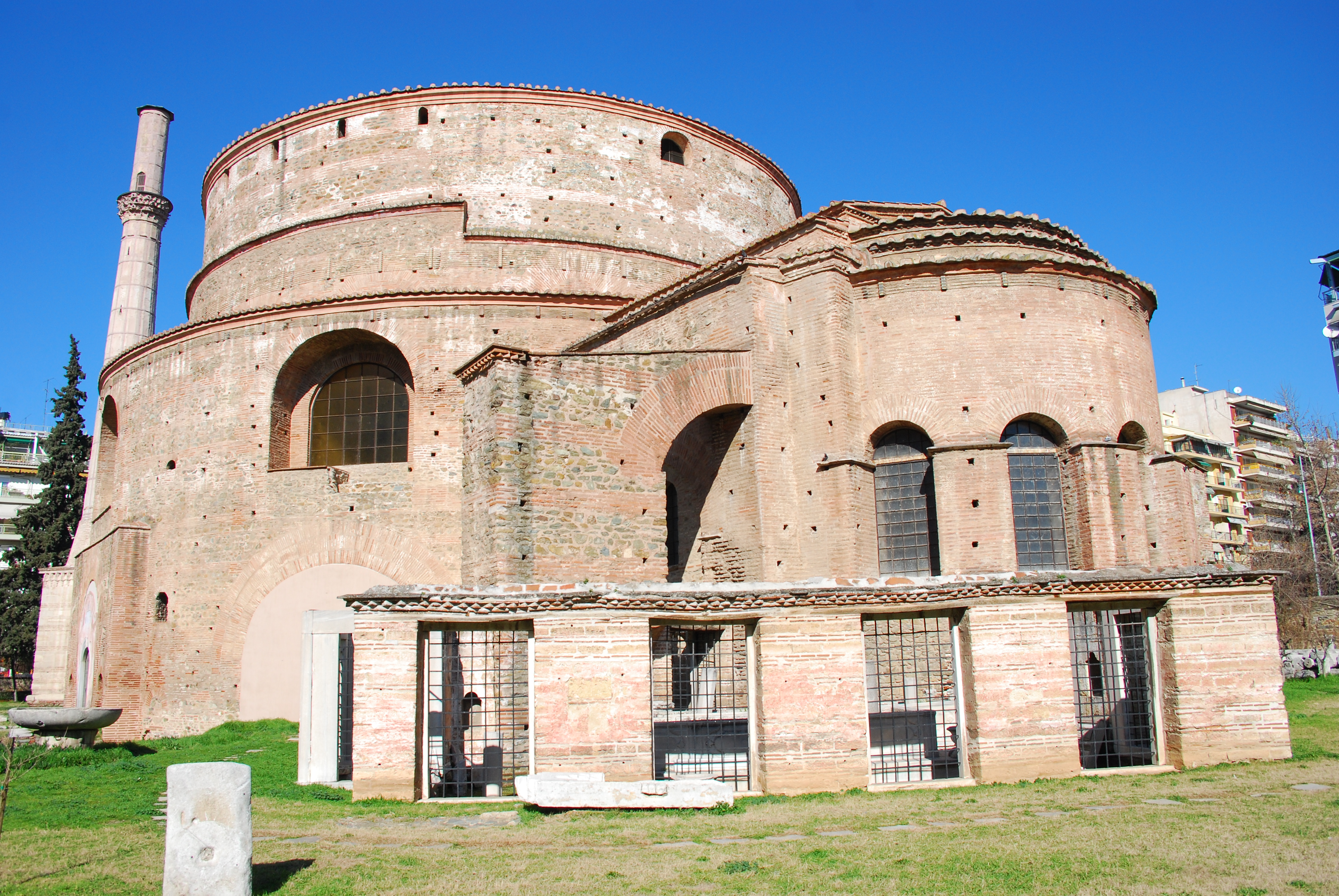
Ротонда святого Георгия (видна пристроенная позднее алтарная часть)

### История
Постройка Ротонды относится к 306 году. Существует несколько версий предназначения этого сооружения:
- мавзолей Галерия, который не использовался по назначению[16];
- часть дворцового комплекса для официальных приёмов (в пользу этой гипотезы свидетельствует остатки величественной галереи, ведущей к Ротонде от арки Галерия);
- храм, посвящённый Непобедимому Солнцу, покровителю Диоклетиана и Галерия;
- храм в честь особо чтимых в этих местах божеств Кабиров;
- храм императорского культа (наиболее вероятная версия).

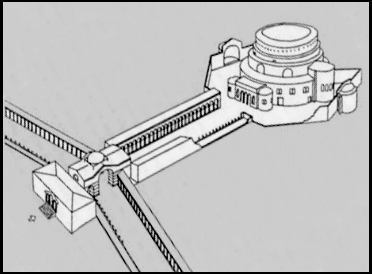
Предполагаемая реконструкция комплекса

Вероятно, в правление императора Феодосия I Великого (379—395) или около 400 года сооружение было превращено в христианскую церковь (возможно, мартириум) и его первоначальный план был изменён: был достроен купол (24,5 м) ротонды, с юго-востока пристроена апсида, с западной стороны — нартекс, здание окружено обходом-деамбулаторием. Первоначально храм, возможно, был посвящён Христу или Небесным Бесплотным Силам (архангелам). В V веке стены церкви до основания купола были выложены цветными мраморами, декорированы пилястрами, карнизами, арками и т. п. От первоначального убранства храма сохранились фрагменты мраморного амвона со сценой поклонения волхвов (с 1900 года находится в Археологическом музее Стамбула).

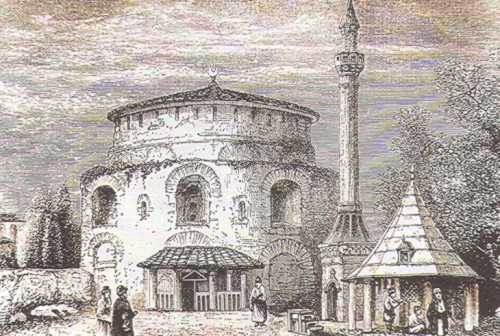
Мечеть в Ротонде (XIX век)

В 1591 году после завоевания Салоник турками церковь переделали в мечеть Сулеймана Хортаджи Эфенди, к ней был пристроен минарет, сохранившийся до настоящего времени и являющийся единственным минаретом в Салониках, оставленным после сноса минаретов города в 20-х годах прошлого столетия. После освобождения Салоник от турок в 1912 году Ротонда была возвращена христианам и в ней был организован музей христианского искусства. Однако, поскольку алтарь храма был восстановлен, на основе соглашения с Министерством культуры страны, по великим праздникам в нём совершается богослужение. В 1952 году была проведена реставрация здания и расчистка его мозаик. В 1978 году здание пострадало при землетрясении, но было вскоре восстановлено.
Церковью святого Георгия гробница Галерия стала именоваться по названию небольшой соседней церкви, которая являлась подворьем афонского монастыря Григориат. Предполагают, что туда в 1590 году были перенесены из Ротонды иконы и другие реликвии. Название «Ротонда» (из-за цилиндрической формы сооружения) вошло в обиход не ранее XVIII века.

### Особенности архитектуры

План Ротонды

Архитектурный тип Ротонды восходит к позднеантичным культовым и мемориальным сооружениям. Здание целиком выстроено из кирпича, толщина стен составляет около 6,3 метра, они прорезаны 8 глубокими нишами-камерами, заканчивающимися декоративными сводами. Сооружение увенчано куполом диаметром 24,5 метра. Изначально нижняя часть стен с внутренней стороны была облицована мрамором (облицовка не сохранилась), а верхняя часть и купол украшены мозаикой. При перестройке Ротонды под христианский храм (конец IV — начало V веков) в конструкцию были внесены следующие изменения:
- для алтаря была расширена восточная ниша, что привело к нарушению цилиндрической формы стены и после землетрясения в XI веке восточная часть купола была разрушена и затем усилена двумя подпорными стенами;
- вокруг первоначальной стены на расстоянии в 8 метров была построена вторая стена меньшей высоты, в результате чего первоначальная стена превратилась в круг из колонн, которые разделяют центральное пространство храма;
- главный вход был перенесён с южной стороны к западной;
- внутренние помещения были украшены мозаиками;
- с запада к Ротонде был пристроен неф.

После указанных перестроек Ротонда стала напоминать трёхскатную базилику с цилиндрическими скатами.

### Мозаики ротонды Святого Георгия

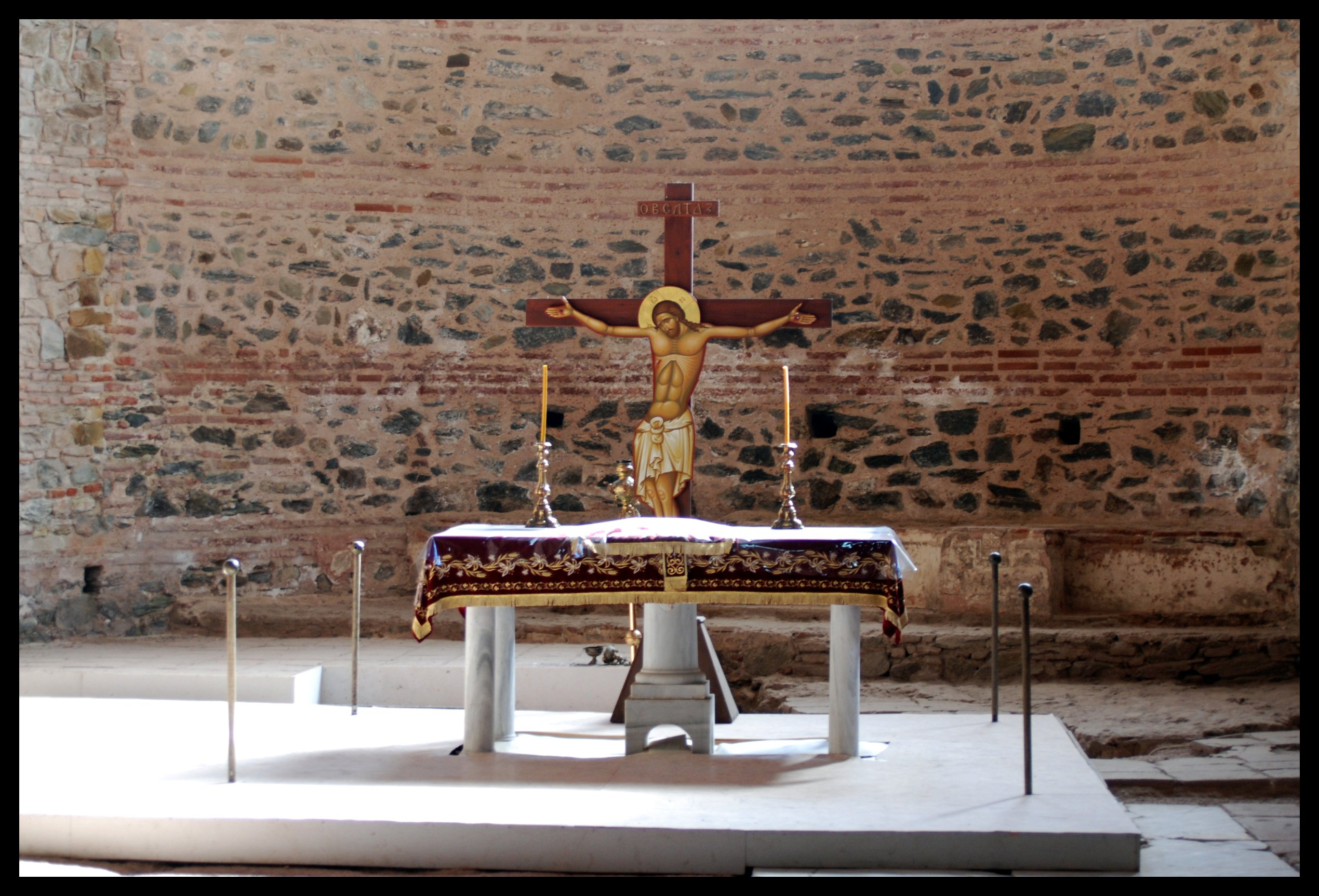
Алтарь в Ротонде

После превращения сооружения в христианский храм его купол был украшен мозаикой, частично сохранившейся до нашего времени и представляющей собой один из лучших образцов раннехристианских мозаик. Мозаики пережили период иконоборчества и остались неповреждёнными, вероятно, по причине того, что располагались слишком высоко на стенах и куполе.
- мозаика купола

Мозаика купола сохранилась только в небольших фрагментах, на основе которых была воссоздана её общая композиция. В куполе ротонды на серебряном фоне изображён Христос, несущий золотой крест (уцелели фрагмент его поднятой руки, край золотого нимба и часть креста). Медальон с его образом, окружённый венком и полосой звёзд, несут 4 ангела (сохранились головы и крылья), между которыми помещён феникс на пальме — символ Воскресения (сохранилась только голова феникса), крест и 2 пальмы (символ Востока). Такая композиция, по мнению исследователей, является сценой второго пришествия Иисуса Христа перед Страшным судом.
- мозаики стен

От мозаик среднего яруса сохранились лишь фрагменты 24 пар ног (ангелов или 24 апокалипсических старцев) и кромка земли, покрытой травой и усеянной красными и белыми цветами. В зоне ниже на 7 панелях (8-я разрушена), размером 6 на 8 метров, сохранились фигуры 17 мучеников (2 — фрагментарно) в позах орантов (то есть с воздетыми в молении руками), среди которых находятся не столь известные сегодня имена таких святых, как Роман, Кирилл, Лев, Онисфор, Евкарпий, Василиск, Порфирий, Филимон, Приск и Ферин. Около каждого из них написано его имя, профессия (епископ, пресвитер, врач, воин или флейтист), дата празднования дня его памяти. Возможно, выбор святых обусловлен их реликвиями, хранившимися в криптах (открыты при раскопках). Академик В. Н. Лазарев отмечает, что «фризообразная композиция купола церкви св. Георгия представляет, строго говоря, монументальный календарь».
Фон каждой сцены с орантами — архитектурные постройки с величественным порталом, высокими куполами, фронтонами, поддерживаемыми аркадами, представляющие собой вариации некой базилики. На зданиях помещены фигуры павлинов и висящие лампады. Эти сооружения считают или архитектурными фантазиями в духе росписей Помпей и декораций фасадов скальных гробниц в Петре, или предполагают в них варианты изображения одного конкретного храма.

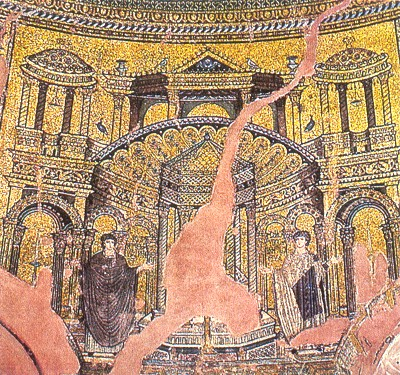
Мозаика святые Онисифор и Порфирий
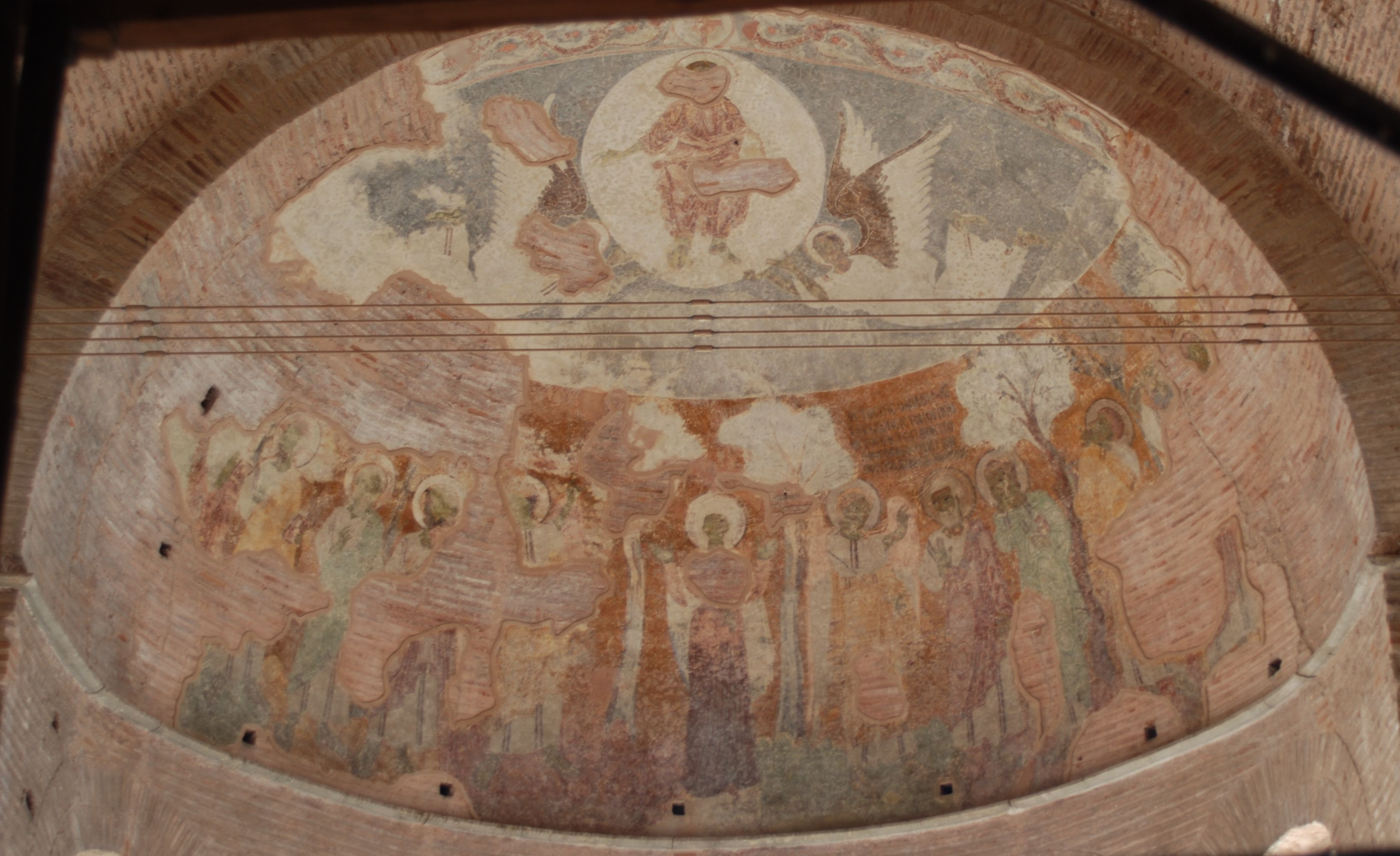
Фреска Вознесение Христово
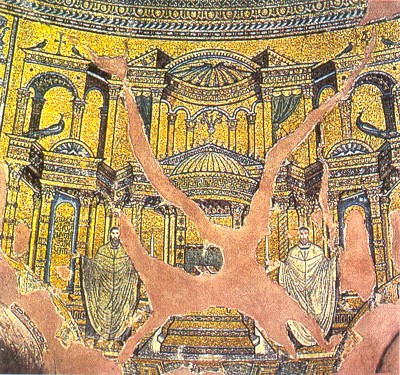
Мозаика святые Косьма и Дамиан

Цветовая гамма мозаик переливается золотом и серебром, выразительность живописи построена на мягком течении форм и традициях эллинистической и римской портретографии. Фигуры изображены в позах с лёгким разворотом, их жесты и физиогномика исполнены покоя, которой имеет целью показать стабильность естества, доступную лишь в горнем мире. Взгляд у святых мечтательный, вдохновлённый.
Время создания мозаик — предмет дискуссий в науке (конец IV — начало V веков; середина или вторая половина V века; начало VI века). Наиболее вероятно, что, по аналогии со скульптурным портретом конца IV века и некоторыми другими мозаиками Салоник, убранство ротонды соответствует самой ранней из указанных датировок. Стиль мозаик характеризуется позднеэллинистическим влиянием, однако существует версия Й. Стржиговского, что изображённые на мозаиках ландшафты имеют иранские источники, но она не находит поддержки у искусствоведов.
Кроме мозаик купола и в сводах обхода, в конхе апсиды церкви сохранилась сильно пострадавшая фреска Вознесения (IX век), представляющая собой показательный образец периода иконоборчества в Салониках